# Placostylus ambagiosus
Placostylus ambagiosus е вид коремоного от семейство Bothriembryontidae. Видът е световно застрашен, със статут Уязвим.

## Разпространение
Разпространен е в Нова Зеландия.